# Coronanthera
Coronanthera är ett släkte av tvåhjärtbladiga växter. Coronanthera ingår i familjen Gesneriaceae.
Kladogram enligt Catalogue of Life:
| Coronanthera | \| \| Coronanthera aspera \| \| \| \| \| \| Coronanthera barbata \| \| \| \| \| \| Coronanthera clarkeana \| \| \| \| \| \| Coronanthera deltoidifolia \| \| \| \| \| \| Coronanthera grandis \| \| \| \| \| \| Coronanthera pancheri \| \| \| \| \| \| Coronanthera pedunculosa \| \| \| \| \| \| Coronanthera pinguior \| \| \| \| \| \| Coronanthera pulchra \| \| \| \| \| \| Coronanthera sericea \| \| \| \| \| \| Coronanthera squamata \| \| \| \| |
|              | \| \| Coronanthera aspera \| \| \| \| \| \| Coronanthera barbata \| \| \| \| \| \| Coronanthera clarkeana \| \| \| \| \| \| Coronanthera deltoidifolia \| \| \| \| \| \| Coronanthera grandis \| \| \| \| \| \| Coronanthera pancheri \| \| \| \| \| \| Coronanthera pedunculosa \| \| \| \| \| \| Coronanthera pinguior \| \| \| \| \| \| Coronanthera pulchra \| \| \| \| \| \| Coronanthera sericea \| \| \| \| \| \| Coronanthera squamata \| \| \| \| |
|              | Coronanthera aspera |
|              | |
|              | Coronanthera barbata |
|              | |
|              | Coronanthera clarkeana |
|              | |
|              | Coronanthera deltoidifolia |
|              | |
|              | Coronanthera grandis |
|              | |
|              | Coronanthera pancheri |
|              | |
|              | Coronanthera pedunculosa |
|              | |
|              | Coronanthera pinguior |
|              | |
|              | Coronanthera pulchra |
|              | |
|              | Coronanthera sericea |
|              | |
|              | Coronanthera squamata |
|              | |